# 埃娃·基尔皮

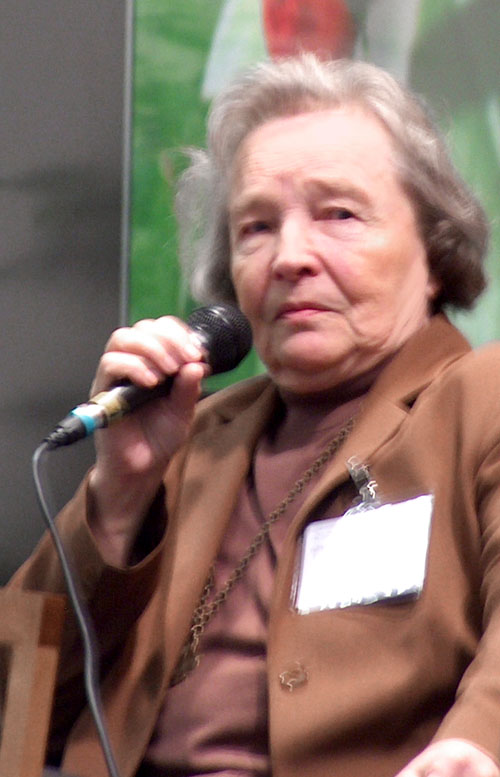
埃娃·基尔皮于2008年

埃娃·卡琳·基尔皮（芬蘭語：Eeva Karin Kilpi，娘家姓萨洛「Salo」，1928年2月18日—），出生于希托拉，芬兰女作家。曾就读于赫尔辛基大学，主修英语和美学、现代文学、以及艺术史，于1953年获文学硕士学位。基尔皮在1956年至1957年做过英语老师，并于1959年成为一个全职的作家。其作品包括32本书，其中有一部分是诗歌和散文。
基尔皮的作品已被翻译成瑞典语、丹麦语、挪威语、德语和英语。她还是芬兰笔会主席。1949年与作家米科·基尔皮结婚，有三个儿子。夫妻于1966年分居。